# الأوراق النقدية التركية

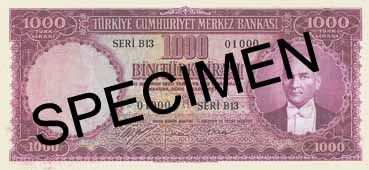
تي ال ورقة نقدية فئة 1000 من الإصدار الخامس.

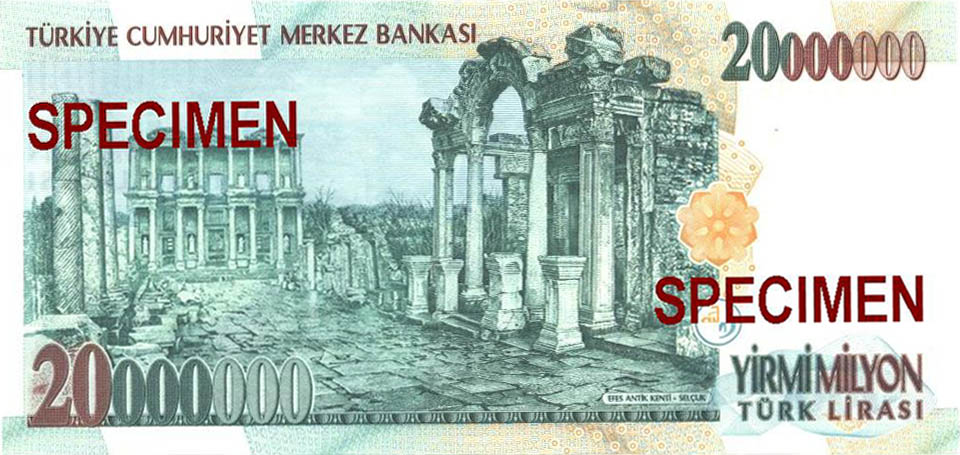
ظهر تي أل ورقة نقدية بقيمة 20,000,000 (تم استبدالها بـ واي تي أل 20 ورقة)

في عام 1926 قدمت وزارة المالية أوراقًا نقدية لجمهورية تركيا من فئة الليرة التركية: 1 ليرة تركية و5 ليرة تركية و10 ليرة تركية و50 ليرة تركية و100 ليرة تركية و500 ليرة تركية و1000 ليرة تركية. كانت هذه هي الأوراق النقدية الأخيرة التي طبع عليها نصوص باللغتين الفرنسية والتركية (بالخط العربي). ال50 ـليرة تركية و100 ليرة تركية و500 ليرة تركية و1000 ليرة تركية  هي أوراق نقدية تحمل صورة مصطفى كمال أتاتورك.
بين عامي 1937 و1939 أصدر البنك المركزي التركي أوراقًا نقدية جديدة تحمل نصوصًا تركية بالخط اللاتيني والتي تصور أتاتورك مرة أخرى. وهذه المرة على جميع الفئات. بعد وفاة أتاتورك أعادوا تدوير نفس التصميم مع استبدال صورة عصمت إينونو مكان صور أتاتورك. وأُصدرت فئات التالية: ليرة تركية 2½ وليرة تركية 5 وليرة تركية 10 وليرة تركية 50 وليرة تركية 100 وليرة تركية 500 وليرة تركية 1000. وأُعيد طرح الأوراق النقدية من فئة 1 في عام 1942، تلتها فئة 50 قرشًا (0.5 ليرة تركية) في عام 1944. ثم استُبدلت هاتين الفئتين الأدنى بالعملات المعدنية بعد الحرب.
وقد ظهر أتاتورك مرة أخرى في سلسلة لاحقة من المذكرات في أوائل الخمسينيات. استُبدلت الأوراق النقدية من فئة 2½ ليرة تركية بالعملات المعدنية في عام 1960 وحدث نفس الشيء ل5 ليرات التركية و ال10 ليرات التركية في عامي 1974 و1981. انتجت أوراق نقدية من فئات أعلى خلال الثمانينيات والتسعينيات: 5000 ليرة تركية في عام 1981 و10000 ليرة تركية في عام 1982 و20000 ليرة تركية في عام 1988 و50,000 ليرة تركية في عام 1989 و100000 ليرة تركية في عام 1991 و250,000 ليرة تركية في عام 1992 و500000 ليرة تركية في عام 1993 و1,000,000 ليرة تركية في عام 1995 و5,000,000 ليرة تركية في عام 1997 و10,000,000 ليرة تركية في عام 1999 و20,000,000 ليرة تركية في عام 2001 و100،000،000 ليرة تركية في عام 2009. القيم الأعلى لأوراق النقد من فئة "مجموعة الانبعاث إي 7" (ليرة تركية 1992) كانت الأوراق النقدية من فئة 250,000 وما فوق والأعلى قابلة للاستبدال بالليرة الجديدة بسعر 1,000,000 ليرة تركية إلى ₺1 في فروع البنك المركزي للجمهورية التركية حتى 31 ديسمبر 2015، وبعد ذلك الوقت أصبحت عديمة القيمة. توقفت أوراق النقد بقيمة 50,000 ليرة تركية عن الاسترداد في 4 نوفمبر 2009 وورقة نقدية بقيمة 100000 ليرة تركية في 4 نوفمبر 2011.

## الأوراق النقدية من الإصدار الأول (إي1)
| Banknotes of 1st Emission              | Banknotes of 1st Emission | Banknotes of 1st Emission | Banknotes of 1st Emission | Banknotes of 1st Emission | Banknotes of 1st Emission | Banknotes of 1st Emission                  | Banknotes of 1st Emission          | Banknotes of 1st Emission | Banknotes of 1st Emission | Banknotes of 1st Emission |
| الصورة                                 | الصورة                    | القيمة ليرة تركية         | الأبعاد (ملم)             | اللون الأساسي             | اللون الأساسي             | الوصف                                      | الوصف                              | تاريخ                     | تاريخ                     |                           |
| الوجه الأمامي                          | الوجه الخلفي              | القيمة ليرة تركية         | الأبعاد (ملم)             | اللون الأساسي             | اللون الأساسي             | الوجه الأمامي                              | الوجه الخلفي                       | الإصدار                   | السحب                     |                           |
| -------------------------------------- | ------------------------- | ------------------------- | ------------------------- | ------------------------- | ------------------------- | ------------------------------------------ | ---------------------------------- | ------------------------- | ------------------------- | ------------------------- |
|                                        |                           | 1                         | 166 × 90                  |                           | أخضر زيتي                 | بيت البرلمان، قلعة أنقرة، مزارع يحرث الأرض | المبنى السابق لرئاسة الوزراء       | 5 ديسمبر 1927             | 25 ابريل 1939             |                           |
|                                        |                           | 5                         | 170 × 94                  |                           | كحلي                      | قلعة أنقرة، الذئب الرمادي ومبنى البرلمان   | جسر أككوبرو                        | 5 ديسمبر 1927             | 15 أكتوبر 1937            |                           |
|                                        |                           | 10                        | 175 × 99                  |                           | ارجواني                   | قلعة أنقرة، الذئب الرمادي                  | قلعة أنقرة                         | 5 ديسمبر 1927             | 16 مايو 1938              |                           |
|                                        |                           | 50                        | 185 × 108                 |                           | بني, أخضر زيتي            | مصطفى كمال أتاتورك                         | أفيون قره حصار                     | 5 ديسمبر 1927             | 1 ابريل 1938              |                           |
|                                        |                           | 100                       | 189 × 112                 |                           | أخضر زيتي                 | مصطفى كمال أتاتورك                         | منظر لقرية                         | 5 ديسمبر 1927             | 1 مارس 1938               |                           |
|                                        |                           | 500                       | 194 × 120                 |                           | بني وأصفر                 | غوكمدارس, مصطفى كمال أتاتورك               | سيواس                              | 5 ديسمبر 1927             | 15 يونيو 1939             |                           |
|                                        |                           | 1,000                     | 201 × 124                 |                           | كحلي                      | مصطفى كمال أتاتورك                         | رؤية من السكك الحديدية إلى ساكاريا | 5 ديسمبر 1927             | 15 يونيو 1939             |                           |
| هذه الصور بمقياس 0.7 بيكسل كل ميليمتر. |                           |                           |                           |                           |                           |                                            |                                    |                           |                           |                           |

## الأوراق النقدية الإصدار الثاني (إي2)
| Banknotes of 2nd Emission              | Banknotes of 2nd Emission | Banknotes of 2nd Emission | Banknotes of 2nd Emission | Banknotes of 2nd Emission | Banknotes of 2nd Emission | Banknotes of 2nd Emission | Banknotes of 2nd Emission | Banknotes of 2nd Emission | Banknotes of 2nd Emission                       | Banknotes of 2nd Emission | Banknotes of 2nd Emission | Banknotes of 2nd Emission | Banknotes of 2nd Emission |
| الصورة                                 | الصورة                    | القيمة ليرة تركية         | الأبعاد (ملم)             | اللون الأساسي             | اللون الأساسي             | اللون الأساسي             | اللون الأساسي             | الوصف                     | الوصف                                           | تاريخ                     | تاريخ                     |                           |                           |
| الوجه الأمامي                          | الوجه الخلفي              | القيمة ليرة تركية         | الأبعاد (ملم)             | الوجه الأمامي             | الوجه الأمامي             | الوجه الخلفي              | الوجه الخلفي              | الوجه الأمامي             | الوجه الخلفي                                    | الإصدار                   | السحب                     |                           |                           |
| -------------------------------------- | ------------------------- | ------------------------- | ------------------------- | ------------------------- | ------------------------- | ------------------------- | ------------------------- | ------------------------- | ----------------------------------------------- | ------------------------- | ------------------------- | ------------------------- | ------------------------- |
|                                        |                           | 0.5 (50 Kuruş)            | 125 × 55                  |                           | أصفر و أخضر فاتح          | أخضر و بني                |                           | عصمت إينونو               | المبنى السابق لمقر البنك المركزي لجمهورية تركيا | 26 يونيو 1944             | 1 أغسطس 1947              |                           |                           |
|                                        |                           | 1                         | 135 × 60                  |                           | بنفسجي غامق               | بنفسجي غامق               |                           | عصمت إينونو               | البوسفور                                        | 25 ابريل 1942             | 1 أغسطس 1947              |                           |                           |
|                                        |                           | 2½                        | 145 × 65                  |                           | أخضر زيتي                 | أخضر زيتي                 |                           | مصطفى كمال أتاتورك        | تمثال النصر في ساحة أولوس                       | 25 ابريل 1939             | 15 يوليو 1952             |                           |                           |
|                                        |                           | 5                         | 155 × 70                  |                           | أزرق                      | أخضر                      |                           | مصطفى كمال أتاتورك        | نُصُب الأمان                                      | 15 سبتمبر 1937            | 10 نوفمبر 1952            |                           |                           |
|                                        |                           | 10                        | 165 × 75                  |                           | أحمر طوبي                 | أحمر طوبي                 |                           | مصطفى كمال أتاتورك        | قلعة أنقرة                                      | 16 مايو 1938              | 2 يونيو 1952              |                           |                           |
|                                        |                           | 50                        | 175 × 80                  |                           | بنفسجي غامق               | بنفسجي غامق               |                           | مصطفى كمال أتاتورك        | ماعز أنقرة                                      | 1 ابريل 1938              | 2 يونيو 1952              |                           |                           |
|                                        |                           | 100                       | 185 × 85                  |                           | بني غامق                  | بني غامق                  |                           | مصطفى كمال أتاتورك        | الدردنيل                                        | 1 مارس 1938               | 15 سبتمبر 1942            |                           |                           |
|                                        |                           | 500                       | 195 × 90                  |                           | أخضر زيتي                 | أخضر زيتي                 |                           | مصطفى كمال أتاتورك        | قلعة روملي حصار                                 | 15 يونيو 1939             | 24 ابريل 1946             |                           |                           |
|                                        |                           | 500                       | 195 × 90                  | عصمت إينونو               | أخضر زيتي                 | أخضر زيتي                 | 18 نوفمبر 1940            |                           | قلعة روملي حصار                                 |                           | 24 ابريل 1946             |                           |                           |
|                                        |                           | 1,000                     | 205 × 95                  |                           | أزرق رمادي                | أزرق رمادي                |                           | مصطفى كمال أتاتورك        | نُصُب الأمان                                      | 15 يونيو 1939             | 24 ابريل 1946             |                           |                           |
|                                        |                           | 1,000                     | 205 × 95                  | عصمت إينونو               | أزرق رمادي                | أزرق رمادي                | 18 نوفمبر 1940            |                           | نُصُب الأمان                                      |                           | 24 ابريل 1946             |                           |                           |
| هذه الصور بمقياس 0.7 بيكسل كل ميليمتر. |                           |                           |                           |                           |                           |                           |                           |                           |                                                 |                           |                           |                           |                           |

## الأوراق النقدية الإصدار الثالث (إي3)
| Banknotes of 3rd Emission              | Banknotes of 3rd Emission | Banknotes of 3rd Emission | Banknotes of 3rd Emission | Banknotes of 3rd Emission | Banknotes of 3rd Emission | Banknotes of 3rd Emission | Banknotes of 3rd Emission | Banknotes of 3rd Emission | Banknotes of 3rd Emission                      | Banknotes of 3rd Emission | Banknotes of 3rd Emission | Banknotes of 3rd Emission | Banknotes of 3rd Emission |
| الصورة                                 | الصورة                    | القيمة ليرة تركية         | الأبعاد (ملم)             | اللون الأساسي             | اللون الأساسي             | اللون الأساسي             | اللون الأساسي             | الوصف                     | الوصف                                          | تاريخ                     | تاريخ                     |                           |                           |
| الوجه الأمامي                          | الوجه الخلفي              | القيمة ليرة تركية         | الأبعاد (ملم)             | الوجه الأمامي             | الوجه الأمامي             | الوجه الخلفي              | الوجه الخلفي              | الوجه الأمامي             | الوجه الخلفي                                   | الإصدار                   | السحب                     |                           |                           |
| -------------------------------------- | ------------------------- | ------------------------- | ------------------------- | ------------------------- | ------------------------- | ------------------------- | ------------------------- | ------------------------- | ---------------------------------------------- | ------------------------- | ------------------------- | ------------------------- | ------------------------- |
|                                        |                           | 2½                        | 145 × 65                  |                           | بنفسجي و بني              | بنفسجي و بني              |                           | عصمت إينونو               | بيوت الثقافة                                   | 27 مارس 1947              | 15 يوليو 1952             |                           |                           |
|                                        |                           | 10                        | 155 × 65                  |                           | برتقالي و beige           | برتقالي و beige           |                           | عصمت إينونو               | ثلاث نساء قرويات تركيات يرتدين الأزياء المحلية | 15 يناير 1942             | 1 ابريل 1950              |                           |                           |
|                                        |                           | 50                        | 175 × 80                  |                           | بنفسجي و أخضر             | بنفسجي                    |                           | عصمت إينونو               | ماعز أنقرة                                     | 25 ابريل 1942             | 1 ديسمبر 1951             |                           |                           |
|                                        |                           | 50                        | 175 × 80                  |                           | أزرق و وردي               | أزرق و وردي               |                           | عصمت إينونو               | ماعز أنقرة                                     | 17 فبراير 1947            | 1 ديسمبر 1951             |                           |                           |
|                                        |                           | 100                       | 175 × 75                  |                           | بني                       | بني                       |                           | عصمت إينونو               | فتاة تحمل العنب                                | 15 أغسطس 1942             | 25 ابريل 1946             |                           |                           |
|                                        |                           | 500                       | 185 × 85                  |                           | أخضر زيتي                 | أخضر زيتي                 |                           | عصمت إينونو               | الطلاب في المدرسة الفنية، أنقرة                | 24 ابريل 1946             | 15 ابريل 1953             |                           |                           |
|                                        |                           | 1,000                     | 195 × 95                  |                           | أزرق                      | أزرق                      |                           | عصمت إينونو               | كشافة                                          | 24 ابريل 1946             | 15 ابريل 1953             |                           |                           |
| هذه الصور بمقياس 0.7 بيكسل كل ميليمتر. |                           |                           |                           |                           |                           |                           |                           |                           |                                                |                           |                           |                           |                           |

## الأوراق النقدية الإصدار الرابع (إي4)
| Banknotes of 4th Emission              | Banknotes of 4th Emission | Banknotes of 4th Emission | Banknotes of 4th Emission | Banknotes of 4th Emission | Banknotes of 4th Emission | Banknotes of 4th Emission | Banknotes of 4th Emission | Banknotes of 4th Emission | Banknotes of 4th Emission | Banknotes of 4th Emission | Banknotes of 4th Emission |
| الصورة                                 | الصورة                    | القيمة ليرة تركية         | الأبعاد (ملم)             | اللون الأساسي             | اللون الأساسي             | الوصف                     | الوصف                     | تاريخ                     | تاريخ                     |                           |                           |
| الوجه الأمامي                          | الوجه الخلفي              | القيمة ليرة تركية         | الأبعاد (ملم)             | اللون الأساسي             | اللون الأساسي             | الوجه الأمامي             | الوجه الخلفي              | الإصدار                   | السحب                     |                           |                           |
| -------------------------------------- | ------------------------- | ------------------------- | ------------------------- | ------------------------- | ------------------------- | ------------------------- | ------------------------- | ------------------------- | ------------------------- | ------------------------- | ------------------------- |
|                                        |                           | 10                        | 165 × 75                  |                           | أحمر                      | عصمت إينونو               | نافورة أحمد الثالث        | 17 فبراير 1947            | 2 يونيو 1952              |                           |                           |
|                                        |                           | 10                        | 165 × 75                  |                           | فاتح بني                  | عصمت إينونو               | نافورة أحمد الثالث        | 15 سبتمبر 1948            | 2 يونيو 1952              |                           |                           |
|                                        |                           | 100                       | 181 × 83                  |                           | أخضر                      | عصمت إينونو               | قلعة روملي حصار           | 18 يوليو 1947             | 10 أكتوبر 1952            |                           |                           |
| هذه الصور بمقياس 0.7 بيكسل كل ميليمتر. |                           |                           |                           |                           |                           |                           |                           |                           |                           |                           |                           |

## الأوراق النقدية الإصدار الخامس (إي5)
| Banknotes of 5th Emission              | Banknotes of 5th Emission | Banknotes of 5th Emission | Banknotes of 5th Emission | Banknotes of 5th Emission | Banknotes of 5th Emission | Banknotes of 5th Emission | Banknotes of 5th Emission | Banknotes of 5th Emission | Banknotes of 5th Emission                       | Banknotes of 5th Emission | Banknotes of 5th Emission | Banknotes of 5th Emission | Banknotes of 5th Emission |
| الصورة                                 | الصورة                    | القيمة ليرة تركية         | الأبعاد (ملم)             | اللون الأساسي             | اللون الأساسي             | اللون الأساسي             | اللون الأساسي             | الوصف                     | الوصف                                           | تاريخ                     | تاريخ                     |                           |                           |
| الوجه الأمامي                          | الوجه الخلفي              | القيمة ليرة تركية         | الأبعاد (ملم)             | الوجه الأمامي             | الوجه الأمامي             | الوجه الخلفي              | الوجه الخلفي              | الوجه الأمامي             | الوجه الخلفي                                    | الإصدار                   | السحب                     |                           |                           |
| -------------------------------------- | ------------------------- | ------------------------- | ------------------------- | ------------------------- | ------------------------- | ------------------------- | ------------------------- | ------------------------- | ----------------------------------------------- | ------------------------- | ------------------------- | ------------------------- | ------------------------- |
|                                        |                           | 2½                        | 145 × 65                  |                           | أحمرdish بنفسجي           | أحمر بنفسجي               |                           | مصطفى كمال أتاتورك        | المبنى السابق لمقر البنك المركزي لجمهورية تركيا | 15 يوليو 1952             | 20 أكتوبر 1966            |                           |                           |
|                                        |                           | 2½                        | 145 × 65                  | بني                       | أحمرdish بنفسجي           |                           | 3 يناير 1955              | مصطفى كمال أتاتورك        | المبنى السابق لمقر البنك المركزي لجمهورية تركيا |                           | 20 أكتوبر 1966            |                           |                           |
|                                        |                           | 2½                        | 145 × 65                  | أحمر فاتح                 | أحمرdish بنفسجي           |                           | 1 يوليو 1957              | مصطفى كمال أتاتورك        | المبنى السابق لمقر البنك المركزي لجمهورية تركيا |                           | 20 أكتوبر 1966            |                           |                           |
|                                        |                           | 2½                        | 145 × 65                  | أخضر فاتح                 | أحمرdish بنفسجي           |                           | 15 فبراير 1960            | مصطفى كمال أتاتورك        | المبنى السابق لمقر البنك المركزي لجمهورية تركيا |                           | 20 أكتوبر 1966            |                           |                           |
|                                        |                           | 5                         | 150 × 68                  |                           | أزرق                      | أزرق                      |                           | مصطفى كمال أتاتورك        | ثلاث فتيات تركيات مع سلال من البندق             | 10 نوفمبر 1952            | 8 يناير 1968              |                           |                           |
|                                        |                           | 5                         | 150 × 68                  | أخضر                      | أزرق                      |                           | 8 يونيو 1959              | مصطفى كمال أتاتورك        | ثلاث فتيات تركيات مع سلال من البندق             |                           | 8 يناير 1968              |                           |                           |
|                                        |                           | 5                         | 150 × 68                  | أزرق                      | أزرق                      |                           | 25 أكتوبر 1961            | مصطفى كمال أتاتورك        | ثلاث فتيات تركيات مع سلال من البندق             |                           | 8 يناير 1968              |                           |                           |
|                                        |                           | 5                         | 150 × 68                  | أزرق                      | أزرق                      | 4 يناير 1965              |                           | مصطفى كمال أتاتورك        | ثلاث فتيات تركيات مع سلال من البندق             |                           | 8 يناير 1968              |                           |                           |
|                                        |                           | 10                        | 155 × 71                  |                           | أخضر                      | أخضر                      |                           | مصطفى كمال أتاتورك        | جسر ميدجيدي                                     | 2 يونيو 1952              | 4 يوليو 1966              |                           |                           |
|                                        |                           | 10                        | 155 × 71                  | أحمر غامق                 | أخضر                      |                           | 26 أكتوبر 1953            | مصطفى كمال أتاتورك        | جسر ميدجيدي                                     |                           | 4 يوليو 1966              |                           |                           |
|                                        |                           | 10                        | 155 × 71                  | بني                       | أخضر                      |                           | 24 مارس 1958              | مصطفى كمال أتاتورك        | جسر ميدجيدي                                     |                           | 4 يوليو 1966              |                           |                           |
|                                        |                           | 10                        | 155 × 71                  | أخضر                      | أخضر                      |                           | 25 ابريل 1960             | مصطفى كمال أتاتورك        | جسر ميدجيدي                                     |                           | 4 يوليو 1966              |                           |                           |
|                                        |                           | 10                        | 155 × 71                  | أحمر                      | أخضر                      |                           | 15 مايو 1961              | مصطفى كمال أتاتورك        | جسر ميدجيدي                                     |                           | 4 يوليو 1966              |                           |                           |
|                                        |                           | 10                        | 155 × 71                  | أخضر                      | أخضر                      |                           | 2 يناير 1963              | مصطفى كمال أتاتورك        | جسر ميدجيدي                                     |                           | 4 يوليو 1966              |                           |                           |
|                                        |                           | 50                        | 160 × 74                  |                           | بني                       | بني                       |                           | مصطفى كمال أتاتورك        | تمثال النصر في ساحة أولوس                       | 1 ديسمبر 1951             | 7 مايو 1979               |                           |                           |
|                                        |                           | 50                        | 160 × 74                  | برتقالي                   | بني                       |                           | 2 فبراير 1953             | مصطفى كمال أتاتورك        | تمثال النصر في ساحة أولوس                       |                           | 7 مايو 1979               |                           |                           |
|                                        |                           | 50                        | 160 × 74                  | زهري                      | بني                       |                           | 15 أكتوبر 1956            | مصطفى كمال أتاتورك        | تمثال النصر في ساحة أولوس                       |                           | 7 مايو 1979               |                           |                           |
|                                        |                           | 50                        | 160 × 74                  | أخضر رمادي                | بني                       |                           | 1 أكتوبر 1957             | مصطفى كمال أتاتورك        | تمثال النصر في ساحة أولوس                       |                           | 7 مايو 1979               |                           |                           |
|                                        |                           | 50                        | 160 × 74                  | بني                       | بني                       |                           | 15 فبراير 1960            | مصطفى كمال أتاتورك        | تمثال النصر في ساحة أولوس                       |                           | 7 مايو 1979               |                           |                           |
|                                        |                           | 50                        | 160 × 74                  | بني                       | بني                       | 1 يونيو 1964              |                           | مصطفى كمال أتاتورك        | تمثال النصر في ساحة أولوس                       |                           | 7 مايو 1979               |                           |                           |
|                                        |                           | 50                        | 160 × 74                  | بني                       | بني                       | 2 أغسطس 1971              |                           | مصطفى كمال أتاتورك        | تمثال النصر في ساحة أولوس                       |                           | 7 مايو 1979               |                           |                           |
|                                        |                           | 100                       | 170 × 80                  |                           | أخضر زيتي                 | أخضر زيتي                 |                           | مصطفى كمال أتاتورك        | حديقة الشباب في أنقرة                           | 10 أكتوبر 1952            | 12 ابريل 1976             |                           |                           |
|                                        |                           | 100                       | 170 × 80                  |                           | أخضر                      | أزرق مخضر                 |                           | مصطفى كمال أتاتورك        | حديقة الشباب في أنقرة                           | 2 يوليو 1956              | 12 ابريل 1976             |                           |                           |
|                                        |                           | 100                       | 170 × 80                  |                           | أخضر زيتي                 | أخضر زيتي                 |                           | مصطفى كمال أتاتورك        | حديقة الشباب في أنقرة                           | 4 أغسطس 1958              | 12 ابريل 1976             |                           |                           |
|                                        |                           | 100                       | 170 × 80                  | 15 مارس 1962              | أخضر زيتي                 | أخضر زيتي                 |                           | مصطفى كمال أتاتورك        | حديقة الشباب في أنقرة                           |                           | 12 ابريل 1976             |                           |                           |
|                                        |                           | 100                       | 170 × 80                  | 1 أكتوبر 1964             | أخضر زيتي                 | أخضر زيتي                 |                           | مصطفى كمال أتاتورك        | حديقة الشباب في أنقرة                           |                           | 12 ابريل 1976             |                           |                           |
|                                        |                           | 100                       | 170 × 80                  |                           | أخضر زيتي فاتح            | أخضر زيتي فاتح            |                           | مصطفى كمال أتاتورك        | حديقة الشباب في أنقرة                           | 17 مارس 1969              | 12 ابريل 1976             |                           |                           |
|                                        |                           | 500                       | 170 × 80                  |                           | بني                       | بني                       |                           | مصطفى كمال أتاتورك        | مسجد السلطان أحمد، أوبليكس ومسلة تحتمس الثالث   | 15 ابريل 1953             | 1 سبتمبر 1976             |                           |                           |
|                                        |                           | 500                       | 170 × 80                  |                           | رمادي غامق                | رمادي غامق                |                           | مصطفى كمال أتاتورك        | مسجد السلطان أحمد، أوبليكس ومسلة تحتمس الثالث   | 16 فبراير 1959            | 1 سبتمبر 1976             |                           |                           |
|                                        |                           | 500                       | 170 × 80                  |                           | بني                       | بني                       |                           | مصطفى كمال أتاتورك        | مسجد السلطان أحمد، أوبليكس ومسلة تحتمس الثالث   | 1 ديسمبر 1962             | 1 سبتمبر 1976             |                           |                           |
|                                        |                           | 500                       | 170 × 80                  |                           | بنفسجي غامق               | بنفسجي غامق               |                           | مصطفى كمال أتاتورك        | مسجد السلطان أحمد، أوبليكس ومسلة تحتمس الثالث   | 3 يونيو 1968              | 1 سبتمبر 1976             |                           |                           |
|                                        |                           | 1,000                     | 170 × 80                  | قلعة روملي حصار           | بنفسجي غامق               | بنفسجي غامق               | 15 ابريل 1953             | مصطفى كمال أتاتورك        | 7 مايو 1979                                     |                           |                           |                           |                           |
| هذه الصور بمقياس 0.7 بيكسل كل ميليمتر. |                           |                           |                           |                           |                           |                           |                           |                           |                                                 |                           |                           |                           |                           |

## الأوراق النقدية الإصدار السادس (إي6)
| Banknotes of 6th Emission              | Banknotes of 6th Emission | Banknotes of 6th Emission | Banknotes of 6th Emission | Banknotes of 6th Emission | Banknotes of 6th Emission | Banknotes of 6th Emission | Banknotes of 6th Emission                        | Banknotes of 6th Emission | Banknotes of 6th Emission    | Banknotes of 6th Emission | Banknotes of 6th Emission | Banknotes of 6th Emission | Banknotes of 6th Emission |
| الصورة                                 | الصورة                    | القيمة ليرة تركية         | الأبعاد (ملم)             | اللون الأساسي             | اللون الأساسي             | اللون الأساسي             | اللون الأساسي                                    | الوصف                     | الوصف                        | تاريخ                     | تاريخ                     |                           |                           |
| الوجه الأمامي                          | الوجه الخلفي              | القيمة ليرة تركية         | الأبعاد (ملم)             | الوجه الأمامي             | الوجه الأمامي             | الوجه الخلفي              | الوجه الخلفي                                     | الوجه الأمامي             | الوجه الخلفي                 | الإصدار                   | السحب                     |                           |                           |
| -------------------------------------- | ------------------------- | ------------------------- | ------------------------- | ------------------------- | ------------------------- | ------------------------- | ------------------------------------------------ | ------------------------- | ---------------------------- | ------------------------- | ------------------------- | ------------------------- | ------------------------- |
|                                        |                           | 5                         | 135 × 60                  |                           | بنفسجي                    | بنفسجي                    |                                                  | مصطفى كمال أتاتورك        | شلال مانافجات                | 8 يناير 1968              | 16 مايو 1983              |                           |                           |
|                                        |                           | 5                         | 135 × 60                  | 20 سبتمبر 1976            | بنفسجي                    | بنفسجي                    |                                                  | مصطفى كمال أتاتورك        | شلال مانافجات                |                           | 16 مايو 1983              |                           |                           |
|                                        |                           | 10                        | 140 × 65                  |                           | أخضر زيتي                 | أخضر زيتي                 |                                                  | مصطفى كمال أتاتورك        | برج الفتاة                   | 4 يوليو 1966              | 21 سبتمبر 1981            |                           |                           |
|                                        |                           | 10                        | 140 × 65                  | 7 ابريل 1975              | أخضر زيتي                 | أخضر زيتي                 |                                                  | مصطفى كمال أتاتورك        | برج الفتاة                   |                           | 21 سبتمبر 1981            |                           |                           |
|                                        |                           | 20                        | 143 × 66                  |                           | بني فاتح                  | بني فاتح                  |                                                  | مصطفى كمال أتاتورك        | آنيت كابير                   | 15 يونيو 1966             | 21 أغسطس 1987             |                           |                           |
|                                        |                           | 20                        | 143 × 66                  | 24 يونيو 1974             | بني فاتح                  | بني فاتح                  |                                                  | مصطفى كمال أتاتورك        | آنيت كابير                   |                           | 21 أغسطس 1987             |                           |                           |
|                                        |                           | 20                        | 143 × 66                  | 29 أغسطس 1979             | بني فاتح                  | بني فاتح                  |                                                  | مصطفى كمال أتاتورك        | آنيت كابير                   |                           | 21 أغسطس 1987             |                           |                           |
|                                        |                           | 20                        | 143 × 66                  | 30 مايو 1983              | بني فاتح                  | بني فاتح                  |                                                  | مصطفى كمال أتاتورك        | آنيت كابير                   |                           | 21 أغسطس 1987             |                           |                           |
|                                        |                           | 50                        | 160 × 71                  |                           | بني                       | بني فاتح                  | نافورة الرخام في الحديقة الزهرية أمام كشك يريفان | مصطفى كمال أتاتورك        | 9 ابريل 1976                 |                           | 21 أغسطس 1987             |                           |                           |
|                                        |                           | 50                        | 160 × 71                  |                           | بني فاتح                  | بني فاتح                  | نافورة الرخام في الحديقة الزهرية أمام كشك يريفان | مصطفى كمال أتاتورك        | 4 ابريل 1983                 |                           | 21 أغسطس 1987             |                           |                           |
|                                        |                           | 100                       | 170 × 77                  |                           | أخضر                      | بني                       |                                                  | مصطفى كمال أتاتورك        | جبل أرارات                   | 15 مايو 1972              | 5 مايو 1986               |                           |                           |
|                                        |                           | 100                       | 170 × 77                  | 24 سبتمبر 1979            | أخضر                      | بني                       |                                                  | مصطفى كمال أتاتورك        | جبل أرارات                   |                           | 5 مايو 1986               |                           |                           |
|                                        |                           | 100                       | 170 × 77                  | 20 يونيو 1983             | أخضر                      | بني                       |                                                  | مصطفى كمال أتاتورك        | جبل أرارات                   |                           | 5 مايو 1986               |                           |                           |
|                                        |                           | 500                       | 170 × 80                  |                           | أخضر زيتي و أزرق          | أخضر زيتي و أزرق          |                                                  | مصطفى كمال أتاتورك        | الباب الرئيسي لجامعة اسطنبول | 1 سبتمبر 1971             | 15 يونيو 1984             |                           |                           |
|                                        |                           | 500                       | 170 × 80                  | 9 سبتمبر 1974             | أخضر زيتي و أزرق          | أخضر زيتي و أزرق          |                                                  | مصطفى كمال أتاتورك        | الباب الرئيسي لجامعة اسطنبول |                           | 15 يونيو 1984             |                           |                           |
|                                        |                           | 1 000                     | 170 × 82                  |                           | بنفسجي غامق               | بنفسجي غامق               |                                                  | مصطفى كمال أتاتورك        | البوسفور                     | 29 مايو 1978              | 29 سبتمبر 1986            |                           |                           |
|                                        |                           | 1 000                     | 170 × 82                  | 17 ديسمبر 1979            | بنفسجي غامق               | بنفسجي غامق               |                                                  | مصطفى كمال أتاتورك        | البوسفور                     |                           | 29 سبتمبر 1986            |                           |                           |
|                                        |                           | 1 000                     | 170 × 82                  | 10 يونيو 1981             | بنفسجي غامق               | بنفسجي غامق               |                                                  | مصطفى كمال أتاتورك        | البوسفور                     |                           | 29 سبتمبر 1986            |                           |                           |
| هذه الصور بمقياس 0.7 بيكسل كل ميليمتر. |                           |                           |                           |                           |                           |                           |                                                  |                           |                              |                           |                           |                           |                           |

## الأوراق النقدية الإصدار السابع (إي7)
أُضيفت ميزات أمنية إلى الأوراق النقدية. الإصدارات الأحدث من 100,000 ليرة تركية و250,000 ليرة تركية و500,000 و1,000,000 ليرة تركية فقدت حبرها المتغير اللون بسبب التضخم.
| Banknotes of 7th Emission              | Banknotes of 7th Emission | Banknotes of 7th Emission   | Banknotes of 7th Emission | Banknotes of 7th Emission                 | Banknotes of 7th Emission | Banknotes of 7th Emission | Banknotes of 7th Emission | Banknotes of 7th Emission                       | Banknotes of 7th Emission                                                      | Banknotes of 7th Emission | Banknotes of 7th Emission | Banknotes of 7th Emission | Banknotes of 7th Emission |
| الصورة                                 | الصورة                    | القيمة ليرة تركية           | الأبعاد (ملم)             | اللون الأساسي                             | اللون الأساسي             | اللون الأساسي             | اللون الأساسي             | الوصف                                           | الوصف                                                                          | تاريخ                     | تاريخ                     |                           |                           |
| الوجه الأمامي                          | الوجه الخلفي              | القيمة ليرة تركية           | الأبعاد (ملم)             | الوجه الأمامي                             | الوجه الأمامي             | الوجه الخلفي              | الوجه الخلفي              | الوجه الأمامي                                   | الوجه الخلفي                                                                   | الإصدار                   | السحب                     |                           |                           |
| -------------------------------------- | ------------------------- | --------------------------- | ------------------------- | ----------------------------------------- | ------------------------- | ------------------------- | ------------------------- | ----------------------------------------------- | ------------------------------------------------------------------------------ | ------------------------- | ------------------------- | ------------------------- | ------------------------- |
|                                        |                           | 10                          | 122 × 55                  |                                           | وردي و أخضر زيتي          | وردي و أخضر زيتي          |                           | مصطفى كمال أتاتورك                              | مجموعة من الطلاب الشباب يقدمون الزهور لأتاتورك                                 | 25 ديسمبر 1979            | 21 أغسطس 1987             |                           |                           |
|                                        |                           | 10                          | 122 × 55                  | 15 نوفمبر 1982                            | وردي و أخضر زيتي          | وردي و أخضر زيتي          |                           | مصطفى كمال أتاتورك                              | مجموعة من الطلاب الشباب يقدمون الزهور لأتاتورك                                 |                           | 21 أغسطس 1987             |                           |                           |
|                                        |                           | 100                         | 131 × 63                  |                                           | بنفسجي و بني              | بنفسجي و بني              |                           | مصطفى كمال أتاتورك                              | قلعة أنقرة، محمد عاكف إرسوي، وبيته في أنقرة، البيتان الأولان من نشيد الاستقلال | 26 ديسمبر 1983            | 21 أغسطس 1989             |                           |                           |
|                                        |                           | 100                         | 131 × 63                  | 17 سبتمبر 1984                            | بنفسجي و بني              | بنفسجي و بني              |                           | مصطفى كمال أتاتورك                              | قلعة أنقرة، محمد عاكف إرسوي، وبيته في أنقرة، البيتان الأولان من نشيد الاستقلال |                           | 21 أغسطس 1989             |                           |                           |
|                                        |                           | 500                         | 140 × 72                  |                                           | أزرق                      | أزرق                      |                           | مصطفى كمال أتاتورك                              | برج الساعة (إزمير)                                                             | 1 يوليو 1983              | 21 أغسطس 1989             |                           |                           |
|                                        |                           | 500                         | 140 × 72                  | 21 مايو 1984                              | أزرق                      | أزرق                      |                           | مصطفى كمال أتاتورك                              | برج الساعة (إزمير)                                                             |                           | 21 أغسطس 1989             |                           |                           |
|                                        |                           | 1,000                       | 140 × 72                  |                                           | بنفسجي غامق               | بنفسجي غامق               |                           | مصطفى كمال أتاتورك                              | محمد الفاتح مع أفق إسطنبول القديم                                              | 31 مارس 1986              | 3 أغسطس 1992              |                           |                           |
|                                        |                           | 1,000                       | 140 × 72                  | 19 فبراير 1988                            | بنفسجي غامق               | بنفسجي غامق               |                           | مصطفى كمال أتاتورك                              | محمد الفاتح مع أفق إسطنبول القديم                                              |                           | 3 أغسطس 1992              |                           |                           |
|                                        |                           | 5,000                       | 140 × 72                  |                                           | بني, برتقالي و أزرق       | بني, برتقالي و أزرق       |                           | مصطفى كمال أتاتورك                              | متحف مولانا وصورة مولانا                                                       | 2 نوفمبر 1981             | 31 يناير 1994             |                           |                           |
|                                        |                           | 5,000                       | 146 × 72                  |                                           | بني و أخضر                | بني و أخضر                |                           | مصطفى كمال أتاتورك                              | متحف مولانا وصورة مولانا                                                       | 29 يوليو 1985             | 31 يناير 1994             |                           |                           |
|                                        |                           | 5,000                       | 146 × 72                  | 13 يونيو 1988                             | بني و أخضر                | بني و أخضر                |                           | مصطفى كمال أتاتورك                              | متحف مولانا وصورة مولانا                                                       |                           | 31 يناير 1994             |                           |                           |
|                                        |                           | 5,000                       | 146 × 72                  | محطة أفشين-إلبستان لتوليد الطاقة الحرارية | بني و أخضر                | بني و أخضر                | 28 مايو 1990              | مصطفى كمال أتاتورك                              |                                                                                |                           | 31 يناير 1994             |                           |                           |
|                                        |                           | 10,000 (Yليرة تركية 0.01)   | 146 × 72                  |                                           | بنفسجي و أخضر             | أخضر                      |                           | مصطفى كمال أتاتورك                              | معمار سنان وعمله الفني مسجد سليمية                                             | 25 أكتوبر 1982            | 15 ديسمبر 1995            |                           |                           |
|                                        |                           | 10,000 (Yليرة تركية 0.01)   | 146 × 72                  | 13 ابريل 1984                             | بنفسجي و أخضر             | أخضر                      |                           | مصطفى كمال أتاتورك                              | معمار سنان وعمله الفني مسجد سليمية                                             |                           | 15 ديسمبر 1995            |                           |                           |
|                                        |                           | 10,000 (Yليرة تركية 0.01)   | 146 × 72                  | 24 يناير 1989                             | بنفسجي و أخضر             | أخضر                      |                           | مصطفى كمال أتاتورك                              | معمار سنان وعمله الفني مسجد سليمية                                             |                           | 15 ديسمبر 1995            |                           |                           |
|                                        |                           | 10,000 (Yليرة تركية 0.01)   | 146 × 72                  | 22 فبراير 1993                            | بنفسجي و أخضر             | أخضر                      |                           | مصطفى كمال أتاتورك                              | معمار سنان وعمله الفني مسجد سليمية                                             |                           | 15 ديسمبر 1995            |                           |                           |
|                                        |                           | 20,000 (Yليرة تركية 0.02)   | 152 × 76                  |                                           | أحمر قاني                 | بنفسجي غامق               |                           | مصطفى كمال أتاتورك                              | مبنى المكتب الرئيسي الجديد للبنك المركزي التركي                                | 9 مايو 1988               | 9 سبتمبر 1997             |                           |                           |
|                                        |                           | 20,000 (Yليرة تركية 0.02)   | 152 × 76                  |                                           | أصفر و برتقالي            | بنفسجي غامق               | 3 ابريل 1995              | مصطفى كمال أتاتورك                              | مبنى المكتب الرئيسي الجديد للبنك المركزي التركي                                |                           | 9 سبتمبر 1997             |                           |                           |
|                                        |                           | 50,000 (Yليرة تركية 0.05)   | 152 × 76                  |                                           | أخضر                      | أخضر                      |                           | مصطفى كمال أتاتورك                              | بيت البرلمان                                                                   | 15 مايو 1989              | 5 نوفمبر 1999             |                           |                           |
|                                        |                           | 50,000 (Yليرة تركية 0.05)   | 152 × 76                  | أخضر و رمادي غامق                         | أخضر                      |                           | 20 فبراير 1995            | مصطفى كمال أتاتورك                              | بيت البرلمان                                                                   |                           | 5 نوفمبر 1999             |                           |                           |
|                                        |                           | 100,000 (Yليرة تركية 0.1)   | 158 × 76                  |                                           | بني و أخضر                | بني و أخضر                |                           | مصطفى كمال أتاتورك, statue of Atatürk in Samsun | مجموعة من الطلاب الشباب يقدمون الزهور لأتاتورك                                 | 11 نوفمبر 1991            | 5 نوفمبر 2001             |                           |                           |
|                                        |                           | 100,000 (Yليرة تركية 0.1)   | 158 × 76                  | 15 يوليو 1994                             | بني و أخضر                | بني و أخضر                |                           | مصطفى كمال أتاتورك, statue of Atatürk in Samsun | مجموعة من الطلاب الشباب يقدمون الزهور لأتاتورك                                 |                           | 5 نوفمبر 2001             |                           |                           |
|                                        |                           | 100,000 (Yليرة تركية 0.1)   | 158 × 76                  | 12 أغسطس 1996                             | بني و أخضر                | بني و أخضر                |                           | مصطفى كمال أتاتورك, statue of Atatürk in Samsun | مجموعة من الطلاب الشباب يقدمون الزهور لأتاتورك                                 |                           | 5 نوفمبر 2001             |                           |                           |
|                                        |                           | 250,000 (Yليرة تركية 0.25)  | 158 × 76                  |                                           | أزرق                      | أزرق                      |                           | مصطفى كمال أتاتورك                              | برج الحمراء (ألانيا)                                                           | 2 أكتوبر 1992             | 1 يناير 2006              |                           |                           |
|                                        |                           | 250,000 (Yليرة تركية 0.25)  | 158 × 76                  | 2 أكتوبر 1995                             | أزرق                      | أزرق                      |                           | مصطفى كمال أتاتورك                              | برج الحمراء (ألانيا)                                                           |                           | 1 يناير 2006              |                           |                           |
|                                        |                           | 250,000 (Yليرة تركية 0.25)  | 158 × 76                  | 16 مارس 1998                              | أزرق                      | أزرق                      |                           | مصطفى كمال أتاتورك                              | برج الحمراء (ألانيا)                                                           |                           | 1 يناير 2006              |                           |                           |
|                                        |                           | 500,000 (Yليرة تركية 0.5)   | 160 × 76                  |                                           | بنفسجي                    | بنفسجي                    |                           | مصطفى كمال أتاتورك                              | النصب التذكاري لشهداء جناق قلعة                                                | 18 مارس 1993              | 1 يناير 2006              |                           |                           |
|                                        |                           | 500,000 (Yليرة تركية 0.5)   | 160 × 76                  | 16 مايو 1994                              | بنفسجي                    | بنفسجي                    |                           | مصطفى كمال أتاتورك                              | النصب التذكاري لشهداء جناق قلعة                                                |                           | 1 يناير 2006              |                           |                           |
|                                        |                           | 500,000 (Yليرة تركية 0.5)   | 160 × 76                  | 26 أغسطس 1994                             | بنفسجي                    | بنفسجي                    |                           | مصطفى كمال أتاتورك                              | النصب التذكاري لشهداء جناق قلعة                                                |                           | 1 يناير 2006              |                           |                           |
|                                        |                           | 500,000 (Yليرة تركية 0.5)   | 160 × 76                  | بنفسجي                                    | بنفسجي غامق               |                           | 10 أكتوبر 1997            | مصطفى كمال أتاتورك                              | النصب التذكاري لشهداء جناق قلعة                                                |                           | 1 يناير 2006              |                           |                           |
|                                        |                           | 1,000,000 (Yليرة تركية 1)   | 160 × 76                  |                                           | أحمر قاني و أزرق          | أحمر قاني و أزرق          |                           | مصطفى كمال أتاتورك                              | سد أتاتورك                                                                     | 16 يناير 1995             | 1 يناير 2006              |                           |                           |
|                                        |                           | 1,000,000 (Yليرة تركية 1)   | 160 × 76                  | 9 سبتمبر 1996                             | أحمر قاني و أزرق          | أحمر قاني و أزرق          |                           | مصطفى كمال أتاتورك                              | سد أتاتورك                                                                     |                           | 1 يناير 2006              |                           |                           |
|                                        |                           | 1,000,000 (Yليرة تركية 1)   | 160 × 76                  | 10 يناير 2002                             | أحمر قاني و أزرق          | أحمر قاني و أزرق          |                           | مصطفى كمال أتاتورك                              | سد أتاتورك                                                                     |                           | 1 يناير 2006              |                           |                           |
|                                        |                           | 5,000,000 (Yليرة تركية 5)   | 162 × 76                  |                                           | أصفر فاتح و بني مخضر      | أصفر فاتح و بني مخضر      |                           | مصطفى كمال أتاتورك                              | آنيت كابير                                                                     | 6 يناير 1997              | 1 يناير 2006              |                           |                           |
|                                        |                           | 10,000,000 (Yليرة تركية 10) | 162 × 76                  |                                           | أحمر                      | أحمر                      |                           | مصطفى كمال أتاتورك                              | خريطة بيري ريس                                                                 | 5 نوفمبر 1999             | 1 يناير 2006              |                           |                           |
|                                        |                           | 20,000,000 (Yليرة تركية 20) | 162 × 76                  |                                           | أخضر                      | أخضر                      |                           | مصطفى كمال أتاتورك                              | أفسس                                                                           | 5 نوفمبر 2001             | 1 يناير 2006              |                           |                           |
| هذه الصور بمقياس 0.7 بيكسل كل ميليمتر. |                           |                             |                           |                                           |                           |                           |                           |                                                 |                                                                                |                           |                           |                           |                           |

## الأوراق النقدية الإصدار الثامن (إي8)
في الفترة الانتقالية بين 1 يناير 2005 و31 ديسمبر 2008 سُميت الليرة التركية الثانية رسميًا باسم "الليرة التركية الجديدة" (اختصارًا: واي تي أل) في تركيا. طُرحت الأوراق النقدية التي أشار إليها البنك المركزي باسم "مجموعة إصدا إي-8"، في عام 2005 بفئات 1 ليرة تركية جديدة و5 ليرة تركية جديدة و10 ليرة تركية جديدة و20 ليرة تركية جديدة و50 ليرة تركية جديدة و100 ليرة تركية جديدة في حين أن الفئات الأربع الدنيا حلت محل الأوراق النقدية القديمة واستخدمت تصميمات متشابهة للغاية فإن ال50 ليرة تركية الجديدة و100 ليرة تركية الجديدة لم يكن لها ما يعادلها بالعملة القديمة. تصور جميع الفئات مصطفى كمال أتاتورك من نقاط مختلفة من حياته وصورًا لمختلف المباني والأماكن التاريخية وغيرها من الأماكن المهمة في تركيا.
| Banknotes of 8th Emission              | Banknotes of 8th Emission | Banknotes of 8th Emission | Banknotes of 8th Emission | Banknotes of 8th Emission | Banknotes of 8th Emission | Banknotes of 8th Emission | Banknotes of 8th Emission | Banknotes of 8th Emission | Banknotes of 8th Emission | Banknotes of 8th Emission | Banknotes of 8th Emission | Banknotes of 8th Emission | Banknotes of 8th Emission |
| الصورة                                 | الصورة                    | القيمة Yليرة تركية        | الأبعاد (ملم)             | اللون الأساسي             | اللون الأساسي             | اللون الأساسي             | اللون الأساسي             | الوصف                     | الوصف                     | تاريخ                     | تاريخ                     |                           |                           |
| الوجه الأمامي                          | الوجه الخلفي              | القيمة Yليرة تركية        | الأبعاد (ملم)             | الوجه الأمامي             | الوجه الأمامي             | الوجه الخلفي              | الوجه الخلفي              | الوجه الأمامي             | الوجه الخلفي              | الإصدار                   | السحب                     |                           |                           |
| -------------------------------------- | ------------------------- | ------------------------- | ------------------------- | ------------------------- | ------------------------- | ------------------------- | ------------------------- | ------------------------- | ------------------------- | ------------------------- | ------------------------- | ------------------------- | ------------------------- |
|                                        |                           | 1                         | 156 × 76                  |                           | أحمر قاني و أزرق          | أحمر قاني باهت و أزرق     |                           | مصطفى كمال أتاتورك        | سد أتاتورك                | 1 يناير 2005              | 1 يناير 2010              |                           |                           |
|                                        |                           | 5                         | 162 × 76                  |                           | أصفر فاتح و بني مخضر      | أصفر فاتح و بني مخضر      |                           | مصطفى كمال أتاتورك        | آنيت كابير                | 1 يناير 2005              | 1 يناير 2010              |                           |                           |
|                                        |                           | 10                        | 162 × 76                  |                           | أحمر                      | بنفسجي و أحمر             |                           | مصطفى كمال أتاتورك        | خريطة بيري ريس            | 1 يناير 2005              | 1 يناير 2010              |                           |                           |
|                                        |                           | 20                        | 162 × 76                  |                           | أخضر                      | أخضر                      |                           | مصطفى كمال أتاتورك        | أفسس                      | 1 يناير 2005              | 1 يناير 2010              |                           |                           |
|                                        |                           | 50                        | 152 × 81                  |                           | برتقالي                   | بني فاتح و برتقالي        |                           | مصطفى كمال أتاتورك        | كبادوكيا                  | 1 يناير 2005              | 1 يناير 2010              |                           |                           |
|                                        |                           | 100                       | 158 × 81                  |                           | أزرق                      | أزرق                      |                           | مصطفى كمال أتاتورك        | قصر إسحاق باشا            | 1 يناير 2005              | 1 يناير 2010              |                           |                           |
| هذه الصور بمقياس 0.7 بيكسل كل ميليمتر. |                           |                           |                           |                           |                           |                           |                           |                           |                           |                           |                           |                           |                           |

## الأوراق النقدية الإصدار التاسع (إي 9)
دخلت سلسلة جديدة من الأوراق النقدية، "مجموعة إصدار إي-9"، التداول في 1 يناير 2009 مع توقف صلاحية مجموعة إي-8 بعد 31 ديسمبر 2009 (مع أنها بقيت قابلة للاسترداد في فروع البنك المركزي حتى 31 ديسمبر 2019). تشير الأوراق النقدية من فئة إي-9 إلى العملة باسم "الليرة التركية" بدلاً من "الليرة التركية الجديدة"، وتتضمن فئة جديدة بقيمة 200 ₺. الأوراق النقدية الجديدة لها أحجام مختلفة لمنع التزوير. الميزة الرئيسية لهذه السلسلة الجديدة هي أن كل فئة تصور شخصية تركية مشهورة بدلاً من المواقع الجغرافية والمعالم المعمارية لتركيا. حُدّد اللون السائد للأوراق النقدية بقيمة 5 ₺ بأنه "أرجواني" في السلسلة الثانية من الأوراق النقدية الحالية.
| Current Turkish lira banknotes         | Current Turkish lira banknotes | Current Turkish lira banknotes | Current Turkish lira banknotes | Current Turkish lira banknotes | Current Turkish lira banknotes | Current Turkish lira banknotes | Current Turkish lira banknotes                                                                                                  | Current Turkish lira banknotes | Current Turkish lira banknotes | Current Turkish lira banknotes | Current Turkish lira banknotes | Current Turkish lira banknotes |
| الصورة                                 | الصورة                         | القيمة ₺                       | الأبعاد (ملم)                  | اللون الأساسي                  | اللون الأساسي                  | الوصف                          | الوصف | الوصف                          | تاريخ الإصدار                  |                                |                                |                                |
| الوجه الأمامي                          | الوجه الخلفي                   | القيمة ₺                       | الأبعاد (ملم)                  | اللون الأساسي                  | اللون الأساسي                  | الوجه الأمامي                  | الوجه الخلفي | Watermark                      | تاريخ الإصدار                  |                                |                                |                                |
| -------------------------------------- | ------------------------------ | ------------------------------ | ------------------------------ | ------------------------------ | ------------------------------ | ------------------------------ | --- | ------------------------------ | ------------------------------ | ------------------------------ | ------------------------------ | ------------------------------ |
|                                        |                                | 5                              | 130 × 64                       |                                | بني                            | مصطفى كمال أتاتورك             | أيدين سايلي، رسومات لنظام الشمس، الذرة، الكهف القديم و حلزون دنا ز المائل لليسار.                                               | مصطفى كمال أتاتورك, القيمة     | 1 يناير 2009                   |                                |                                |                                |
|                                        |                                | 5                              | 130 × 64                       |                                | بنفسجي                         | مصطفى كمال أتاتورك             | أيدين سايلي، رسومات لنظام الشمس، الذرة، الكهف القديم و حلزون دنا ز المائل لليسار.                                               | مصطفى كمال أتاتورك, القيمة     | 8 ابريل 2013                   |                                |                                |                                |
|                                        |                                | 10                             | 136 × 64                       |                                | أحمر                           | مصطفى كمال أتاتورك             | جاهد عرف،و ثابت آرف وسلسلة حسابية وعداد،وثنائي                                                                                  | مصطفى كمال أتاتورك, القيمة     | 1 يناير 2009                   |                                |                                |                                |
|                                        |                                | 20                             | 142 × 68                       |                                | أخضر                           | مصطفى كمال أتاتورك             | ميمار كمال الدين، مبنى جامعة غازي الرئيسي، قناة مائية، زخرفة دائرية ورمز المكعب-الكرة-الأسطوانة الذي يرمز إلى الهندسة المعمارية | مصطفى كمال أتاتورك, القيمة     | 1 يناير 2009                   |                                |                                |                                |
|                                        |                                | 50                             | 148 × 68                       |                                | برتقالي                        | مصطفى كمال أتاتورك             | فاطمة عليوة توبوز وشخصيات أدبية وزهرية                                                                                          | مصطفى كمال أتاتورك, القيمة     | 1 يناير 2009                   |                                |                                |                                |
|                                        |                                | 100                            | 154 × 72                       |                                | أزرق                           | مصطفى كمال أتاتورك             | بخورزاد مصطفى عطري وملاحظات وآلات ومجموعة المولوي                                                                               | مصطفى كمال أتاتورك, القيمة     | 1 يناير 2009                   |                                |                                |                                |
|                                        |                                | 200                            | 160 × 72                       |                                | وردي                           | مصطفى كمال أتاتورك             | يونس إمري وضريح يونس وزهري والحمامة والعبارة "دعونا نحب، دعونا نُحب"                                                             | مصطفى كمال أتاتورك, القيمة     | 1 يناير 2009                   |                                |                                |                                |
| هذه الصور بمقياس 0.7 بيكسل كل ميليمتر. |                                |                                |                                |                                |                                |                                | |                                |                                |                                |                                |                                |

## الروابط الخارجية
- البنك المركزي للجمهورية التركية
- كتالوج الأوراق النقدية التركية